# Parafia Niepokalanego Serca Najświętszej Maryi Panny w Pyrzanach
Parafia Niepokalanego Serca Najświętszej Maryi Panny w Pyrzanach – parafia rzymskokatolicka, terytorialnie i administracyjnie należąca do diecezji zielonogórsko-gorzowskiej, do dekanatu Kostrzyn nad Odrą, została erygowana 1 czerwca 1951. W parafii posługują księża diecezjalni.